# Vratislav Grégr
Vratislav Grégr (28. října 1914, Písek – 1. února 1991, Praha) byl český chemik, profesor kvasné chemie a biotechnologie pražské VŠCHT.

## Život
Profesor Grégr se narodil 28. října 1914 v Písku jako nejmladší z dětí Gustava Grégra, statkáře v Písku. Většinu mládí strávil na statku svých rodičů až do ukončení studií na písecké reálce.
Vysokou školu chemicko-technologického inženýrství (VŠChTI, která byla součástí ČVUT) absolvoval v roce 1939.
Válečné období prožil prof. Grégr v Pardubicích, kde pracoval v továrně Synthesia Semtín a po druhé světové válce krátce pracoval ve Zlíně v Baťových továrnách jako provozní chemik. Na určitou dobu se následně přemístil do chemických továren v Ústí nad Labem, odkud přešel do Prahy do Výzkumného ústavu lihovarského a posléze na Vysokou školu chemicko-technologického inženýrství.
Od roku 1952 začal působit na zmíněné vysoké škole jako vědecký a později pedagogický pracovník, přičemž se věnoval zejména potravinářství. Po odštěpení zemědělské fakulty zůstal pracovat v rámci nové Fakulty potravinářské technologie. Postupně se vypracoval přes habilitaci na docenta (1958) a po předložení doktorské práce (DrSc.) v roce 1963 na zástupce vedoucího Katedry kvasné chemie a technologie.
S ohledem na svůj původ několikrát prof. Grégr odmítl vstup do KSČ, což mělo za následek zpoždění jeho profesní kariéry, zejména pak jmenování řádným profesorem.
V roce 1964 dostal prof. Grégr nabídku na vědecký pobyt na Kubě, kde od roku 1965 působil ve výzkumném ústavu ICIDCA (Instituto Cubano de Investigaciones de los derivados de caňa de azúcar – Výzkumný ústav derivátů cukrové třtiny). Práce byla zaměřena na výzkum v oblasti kvasných technologií pro zpracování třtiny a melasy.
Po návratu z Kuby v roce 1967 se profesor Grégr vrátil na Katedru kvasné chemie a technologie, kde byl v roce 1970 jmenován jejím vedoucím a následně byl také jmenován řádným profesorem. Vratislav Grégr byl také aktivní ve vědecko-výzkumné práci o čemž svědčí četné patenty z oblasti kvasných technologií. Je autorem mnoha vysokoškolských učebnic a knih (Lihovarství I., Lihovarství II., Průmyslová výroba lihovin)
Zbytek své pracovní kariéry prožil Vratislav Grégr na Vysoké škole chemicko-technologické. Do penze odešel až v roce 1981.
Profesor Grégr zemřel 1. února 1991 na zápal a selhání plic.